# 恋の時間
『恋の時間』（こいのじかん）は、2005年10月23日から12月25日まで、TBS系で日曜日21:00 - 21時54分（日曜劇場）に放送された黒木瞳主演の日本のテレビドラマ。全10話。

## キャスト
- 北見雪枝：黒木瞳
- 早川香里：大塚寧々
- 山田昌男：宮迫博之
- 谷本耕平：大森南朋
- 早川勇一：山口馬木也
- 安部まゆみ：西田尚美
- 早川駿：川口翔平
- 早川圭：小林翼
- 吉村美保：星野真里
- 水谷涼子：野波麻帆
- 早川映子：大森暁美
- 島谷健次郎：山口崇
- 塩田悟志：伊原剛志
- 山本弁護士：鶴田忍
- マスター：泉谷しげる
- 北見房子：八千草薫

## スタッフ
- プロデューサー：八木康夫
- 脚本：吉田紀子
- 音楽：千住明
- 主題歌：mihimaru GT「恋する気持ち」
- 演出：金子文紀、清弘誠、今井夏木
- 技術：本木明博
- カメラ：野條光一
- 照明：的場謙一
- 音声：清水昭人、下村晴之
- 映像：古市修文
- 選曲：山内直樹
- 音響効果：山下祐司
- 編集：松尾茂樹
- MA：武藤康一
- 美術プロデューサー：西條貴子
- デザイン：中村香苗
- 装置：熊野憲治
- 装飾：今野輝昭
- コスチューム：大迫靖秀、西尾紀子
- ヘアメイク：大江明子、山口亜希子
- 持道具：吉田美代子
- イルミネーション：井上昇
- 建具：宇野景治郎
- 植木装飾：石灰末展
- 番組宣伝：清水雅哉
- 記録：大蔵堯子、八木美智子
- 演出補：佐々木雅之
- 製作補：壁谷悌之、森脇満理子
- 協力：緑山スタジオ・シティ、東通、アックス
- 制作：TBSテレビ
- 製作著作：TBS

## 放送日程
| 各話                                                       | 放送日         | サブタイトル               | 演出     | 視聴率 |
| ---------------------------------------------------------- | -------------- | -------------------------- | -------- | ------ |
| 第1話                                                      | 2005年10月23日 | キャリアの恋。主婦の恋。   | 金子文紀 | 13.3%  |
| 第2話                                                      | 2005年10月30日 | 結婚だけが女の幸せじゃない | 清弘誠   | 11.2%  |
| 第3話                                                      | 2005年11月06日 | 突然のキス                 | 金子文紀 | 08.8%  |
| 第4話                                                      | 2005年11月13日 | 進めない恋、戻れない恋     | 今井夏木 | 09.5%  |
| 第5話                                                      | 2005年11月20日 | 夫に嘘をついた夜           | 金子文紀 | 10.5%  |
| 第6話                                                      | 2005年11月27日 | 残酷な仕打ち               | 清弘誠   | 10.6%  |
| 第7話                                                      | 2005年12月04日 | 密会                       | 今井夏木 | 08.2%  |
| 第8話                                                      | 2005年12月11日 | 心の浮気                   | 清弘誠   | 10.6%  |
| 第9話                                                      | 2005年12月18日 | 運命の一夜                 | 今井夏木 | 11.7%  |
| 最終話                                                     | 2005年12月25日 | いちばん大切なもの         | 清弘誠   | 08.9%  |
| 平均視聴率 10.3%（視聴率は関東地区・ビデオリサーチ社調べ） |                |                            |          |        |